# Защитные государственные лесные полосы
Защи́тные госуда́рственные лесны́е по́лосы — искусственные, созданные посевом (в том числе аэросевом) или посадкой лесные насаждения для защиты сельскохозяйственных культур от суховеев и улучшения климатических условий.

## История
В СССР защитные государственные лесные полосы создавались согласно постановлению Совета Министров СССР и ЦК ВКП(б) от 20 октября 1948 года «О плане полезащитных лесонасаждений, внедрения травопольных севооборотов, строительства прудов и водоёмов для обеспечения высоких и устойчивых урожаев в степных и лесостепных районах Европейской части СССР».
Планом было намечено создание в течение 1950—1965 годов крупных государственных лесных защитных полос общим протяжением 5320 км, с площадью лесопосадок 117,9 тыс. га. Эти полосы должны были пройти по следующим маршрутам:
- по обоим берегам р. Волги от Саратова до Астрахани — две полосы шириной по 100 м и протяжённостью 900 км;
- по водоразделу pp. Хопра и Медведица, Калитвы и Берёзовой в направлении Белая Калитва — Пенза — три полосы шириной по 60 м, с расстоянием между полосами 300 м и протяжённостью 600 км;
- по водоразделу pp. Иловли и Волги в направлении Камышин — Сталинград — три полосы шириной по 60 м, с расстоянием между полосами 300 м и протяжённостью 170 км;
- по левобережью р. Волги от Чапаевска до Владимировки — четыре полосы шириной по 60 м, с расстоянием между полосами 300 м и протяжённостью 580 км;
- от Сталинграда к югу на Степной — Черкесск — четыре полосы шириной по 60 м, с расстоянием между полосами 300 м и протяжённостью 570 км;
- по берегам р. Урала в направлении гора Вишнёвая — Чкалов — Уральск — Каспийское море — шесть полос (три по правому и три по левому берегу) шириной по 60 м, с расстоянием между полосами 200 м и протяжённостью 1080 км;
- по обоим берегам р. Дона от Воронежа до Ростова — две полосы шириной по 60 м и протяжённостью 920 км;
- по обоим берегам р. Северского Донца от Белгорода до р. Дона — две полосы шириной по 30 м и протяжённостью 500 км.